# Liste der Kreisstraßen im Landkreis Rostock
Die Liste der Kreisstraßen im Landkreis Rostock ist eine Auflistung der Kreisstraßen im Landkreis Rostock, Mecklenburg-Vorpommern.

## Abkürzungen
- DBR: Kreisstraße im Altkreis Bad Doberan
- GÜ: Kreisstraße im Altkreis Güstrow
- K: Kreisstraße in einem Nachbarlandkreis
- L: Landesstraße
- NVP: Kreisstraße im Altkreis Nordvorpommern des Landkreises Vorpommern-Rügen

## Nummernvergabe
Die Kreisstraßen im Landkreis Rostock wurden bis jetzt nicht auf ein einheitliches Nummernschema umgestellt. Vielmehr haben die Kreisstraßen in den Teilkreisen Bad Doberan und Güstrow ihre bisherigen Nummern behalten. Vor diesen tragen sie jetzt die Kürzel DBR bzw. GÜ.

## Liste
Nicht vorhandene bzw. nicht nachgewiesene Kreisstraßen werden in Kursivdruck gekennzeichnet, ebenso Straßen und Straßenabschnitte, die unabhängig vom Grund (Herabstufung zu einer Gemeindestraße oder Höherstufung) keine Kreisstraßen mehr sind.
Der Straßenverlauf wird in der Regel von Nord nach Süd und von West nach Ost angegeben.

### Altkreis Bad Doberan
| Nr. DBR | Verlauf |
| ------- | --- |
| DBR 1   | L 11 – Alt Karin – Danneborth – L 104 |
| DBR 2   | L 12 in Zweedorf – Biendorf – Gersdorf – Körchow – in Sandhagen |
| DBR 3   | L 12 – Steffenshagen – in Reddelich |
| DBR 4   | L 104 in Moitin – Klein Mulsow – Kirch Mulsow – DBR 25 – Kreisgrenze – (NWM 4 im Landkreis Nordwestmecklenburg)                                                    |
| DBR 5   | L 11 – Schmadebeck – Rederank – DBR 6 – Oberhagen – L 10 in Satow                                                                                                  |
| DBR 6   | in Bad Doberan – Stülow – Retschow – Reinshagen – DBR 27 – Püschow – DBR 5                                                                                         |
| DBR 7   | Rerik – Roggow – Steinbrink – Spriehusen – L 12 in Neubukow |
| DBR 8   | – Bartenshagen – Parkentin – DBR 12 – Neuhof – Konow – L 13 in Hanstorf                                                                                            |
| DBR 9   | L 12 in Rethwisch – Admannshagen – L 105 in Bargeshagen |
| DBR 10  | L 12 in Elmenhorst – Lichtenhagen Dorf – Kreisgrenze – (HRO 10 in Rostock)                                                                                         |
| DBR 11  | in Sievershagen – Lambrechtshagen – Allershagen – DBR 12 |
| DBR 12  | DBR 8 in Parkentin – DBR 11 – Klein Schwaß – DBR 41 – Groß Schwaß – Kreisgrenze – (HRO 12 in Rostock)                                                              |
| DBR 13  | DBR 19 – ehemalige Kreisgrenze – (GÜ 13 im Altkreis Güstrow) |
| DBR 15  | (GÜ 15 im Altkreis Güstrow) – ehemalige Kreisgrenze – Hof Tatschow – Bandow – Letschow – L 133 in Schwaan                                                          |
| DBR 16  | – Klein Kussewitz – DBR 20 in Blankenhagen |
| DBR 17  | in Rövershagen – Oberhagen – Behnkenhagen – L 182 in Groß Kussewitz                                                                                                |
| DBR 19  | /L 191 in Kavelstorf – Prisannewitz – Scharstorf – DBR 13 – Groß Potrems –                                                                                         |
| DBR 20  | in Gelbensande – Willershagen – Blankenhagen – DBR 16 – Mandelshagen – L 182 – Billenhagen – Rothbeck – Steinfeld – Thulendorf – – Teschendorf – L 191 in Petschow |
| DBR 21  | L 191 – Prangendorf – DBR 22 |
| DBR 22  | – Kossow – Teschow – Cammin – DBR 21 – Weitendorf – in Tessin |
| DBR 23  | L 19 in Reppelin – Stormstorf – L 18 in Zarnewanz |
| DBR 24  | /L 232 – Kowalz – Thelkow – Alt Stassow – Kreisgrenze – (NVP 24 im Landkreis Vorpommern-Rügen)                                                                     |
| DBR 25  | in Teschow – Garvensdorf – DBR 4 |
| DBR 26  | in Sandhagen – Westenbrügge – Uhlenbrook – Krempin – L 104 |
| DBR 27  | DBR 6 in Reinshagen – L 10 in Heiligenhagen |
| DBR 41  | DBR 12 in Klein Schwaß – L 10 in Kritzmow |

### Altkreis Güstrow
| Nr. GÜ | Verlauf |
| ------ | --- |
| GÜ 2   | L 11 – Bernitt – GÜ 3 – Schlemmin – L 14 |
| GÜ 3   | GÜ 40 in Klein Sien – Moisall – GÜ 2 – Kurzen Trechow – L 11 – Langen Trechow – L 131                                                                                    |
| GÜ 5   | GÜ 6 in Wendorf – L 141 in Warnow |
| GÜ 6   | Laase – Wendorf – GÜ 5 – Baumgarten – Rühn – GÜ 7 – Pustohl – L 11/L 14 in Bützow                                                                                        |
| GÜ 7   | GÜ 6 in Rühn – L 141 – Peetsch – L 11 in Zibühl |
| GÜ 8   | L 141 – Lübzin – Kreisgrenze – (LUP 108 im Landkreis Ludwigslust-Parchim)                                                                                                |
| GÜ 9   | L 11 in Tarnow – Boitin – Grünenhagen |
| GÜ 11  | – Boldebuck – Gülzow – Parum – in Güstrow |
| GÜ 13  | (DBR 13 im Altkreis Bad Doberan) – ehemalige Kreisgrenze – Kankel – Sabel – L 13                                                                                         |
| GÜ 15  | L 11 – Reinstorf – Neukirchen – Klein Belitz – L 131 – ehemalige Kreisgrenze – (DBR 15 im Altkreis Bad Doberan)                                                          |
| GÜ 16  | GÜ 18 in Karow – in Sarmstorf |
| GÜ 17  | L 142 in Mistorf – GÜ 18 in Siemitz |
| GÜ 18  | L 13 in Hohen Sprenz – Siemitz – GÜ 17 – Karow – GÜ 16 – L 142 in Strenz                                                                                                 |
| GÜ 21  | Güstrow – Schabernack – Mühl Rosin – Bölkow – Badendiek – L 17 |
| GÜ 24  | – Schwinggerow – in Hoppenrade |
| GÜ 26  | in Lalendorf – GÜ 27 – Vogelsang – Marmerow – L 11 in Klaber |
| GÜ 27  | GÜ 26 in Lalendorf – Lübsee – Bansow – Hinzenhagen – /L 11 in Kuchelmiß                                                                                                  |
| GÜ 28  | Serrahn – Zielitz – L 208 |
| GÜ 29  | L 14 in Glasewitz – Spoitgendorf – Recknitz – Knegendorf – GÜ 31 – Diekhof – L 14 – Drölitz – Lüningsdorf – Tolzin – Schlieffenberg – Niegleve – Friedrichshagen – GÜ 30 |
| GÜ 30  | – Wattmannshagen – GÜ 43 – GÜ 29 – Roggow – Neu Krassow – GÜ 42 – Appelhagen – Teterower Bergring – in Teterow                                                           |
| GÜ 31  | L 18 in Kobrow – GÜ 37 – Wardow – Breesen – – Subzin – Liessow – GÜ 29                                                                                                   |
| GÜ 34  | /L 23 in Gnoien – Warbelow – Alt Quitzenow – Wasdow – GÜ 47 in Bobbin |
| GÜ 35  | (LUP 135 im Landkreis Ludwigslust-Parchim) – Kreisgrenze – in Bossow |
| GÜ 36  | in Klein Nieköhr – Groß Nieköhr – Neu Nieköhr – Neu Boddin – GÜ 37 – Boddin – L 23 – Granzow – L 201 in Alt Pannekow                                                     |
| GÜ 37  | L 18 in Laage – GÜ 31 – Wardow – Polchow – L 232 – Dalwitz – Neu Vorwerk – Alt Vorwerk – GÜ 36 in Boddin                                                                 |
| GÜ 38  | Stierow – Poggelow – L 23 in Schwasdorf |
| GÜ 40  | (NWM 40 im Landkreis Nordwestmecklenburg) – Kreisgrenze – GÜ 3 in Klein Sien                                                                                             |
| GÜ 41  | L 232 in Prebberede – Neu Heinde |
| GÜ 42  | – Tellow – Gottin – Warnkenhagen – Bartelshagen – GÜ 30 – Zierstorf – GÜ 43 – Wotrum – Groß Roge – – Neu Wokern – Groß Wokern – L 11 – Nienhagen – in Hohen Demzin       |
| GÜ 43  | GÜ 30 in Wattmannshagen – Neu Rachow – GÜ 42 in Wotrum |
| GÜ 44  | – Glasow – Bristow – Bülow – Schorssow – Haussee – in Ziddorf |
| GÜ 45  | Bärz – Großen Luckow – L 20 |
| GÜ 46  | GÜ 50 in Alt Sührkow – Hohen Mistorf – Kreisgrenze – (MSE 41 im Landkreis Mecklenburgische Seenplatte) – Kreisgrenze – in Niendorf                                       |
| GÜ 47  | in Gnoien – GÜ 34 – Bobbin – Kreisgrenze – (MSE 50 im Landkreis Mecklenburgische Seenplatte)                                                                             |
| GÜ 48  | L 231 – Küsserow – GÜ 50 in Lelkendorf |
| GÜ 49  | L 231 in Jördenstorf – Klenz (– Abzweig zur L 231 in Gehmkendorf) – Klein Markow                                                                                         |
| GÜ 50  | in Teterow – Teschow – GÜ 46 – Alt Sührkow – Groß Malkow – Lelkendorf – Kreisgrenze – (MSE 45 im Landkreis Mecklenburgische Seenplatte)                                  |